# Das letzte Streichholz
Das Letzte Streichholz (niem. Ostatnia zapałka) to jeden z nowszych singli niemieckiego zespołu Oomph! wydany 5 maja 2006 roku, który znajduje się na najnowszej płycie GlaubeLiebeTod. 
Piosenka jak i teledysk są aluzją do historii o Kopciuszku, ukazują historię dziewczynki, traktowanej w domu jak piąte koło u wozu. Tęskni ona za swoim ojcem, który dawno temu wyjechał. W domu dziewczynka musi sprzątać, gotować, prać. Jej siostra robi wszystko, by jeszcze bardziej uprzykrzyć jej życie. Dziewczynka ma tego dosyć i wykorzystuje ostatnią zapałkę by spalić największy skarb swojej rodziny.
Singel uplasował się na 37. miejscu listy przebojów w Austrii.